# Грамбек
Грамбек (њем. Grambek) општина је у њемачкој савезној држави Шлезвиг-Холштајн. Једно је од 131 општинског средишта округа Херцогтум Лауенбург. Према процјени из 2010. у општини је живјело 406 становника. Посједује регионалну шифру (AGS) 1053037.

## Географски и демографски подаци
Грамбек се налази у савезној држави Шлезвиг-Холштајн у округу Херцогтум Лауенбург. Општина се налази на надморској висини од 28 метара. Површина општине износи 12,7 km². У самом мјесту је, према процјени из 2010. године, живјело 406 становника. Просјечна густина становништва износи 32 становника/km².